# Касільда Бенеґас-Ґаллеґо
Касільда Бенеґас-Ґаллеґо (ісп. Casilda Benegas; 8 квітня 1907 — 28 червня 2022) — парагвайсько-аргентинська супердовгожителька. Є найстарішим мешканцем Аргентини в історії. Також вона є першим верифікованим супердовгожителем в історії Парагваю. Померла у віці 115 років 81 день.
6 жовтня 2021 року Касільда Бенеґас-Ґаллеґо увійшла до топ 100 найстаріших людей у світі.

## Біографія
Касільда Бенеґас-Ґаллеґо народилася 8 квітня 1907 року у місті Тринідад, Ітапуа, Парагвай.
6 квітня 1945 року Касільда емігрувала до Аргентини.
У 2000 році у віці 93 років вона емігрувала до Іспанії, але через 13 років вирішила повернутися до Мар-дель-Плата.
У день свого 113-річчя вона була офіційно верифікована Групою геронтологічних досліджень. 13 травня 2020 року у віці 113 років, 35 днів вона випередила за віком Вірджинію Мойяно (1904—2017), і стала найстарішою верифікованою людиною Аргентини в історії.
10 грудня 2020 року у Бенеґас-Ґаллеґо було виявлено Covid-19, що протікав безсимптомно. До 23 грудня 2020 вона успішно одужала, що зробило її найстаршою людиною, що вилікувалася від Covid-19. Її рекорд був побитий Люсіль Рандон у січні 2021 року.
30 березня 2021 року Касільда у віці 113 років, 356 днів була вакцинована.